# هوبير باتلر (مؤرخ)
هوبير باتلر (بالإنجليزية: Hubert Butler) هو مترجم ومؤرخ أيرلندي، ولد في 2 أكتوبر 1900، وتوفي في 5 يناير 1991.